# Micha Marah

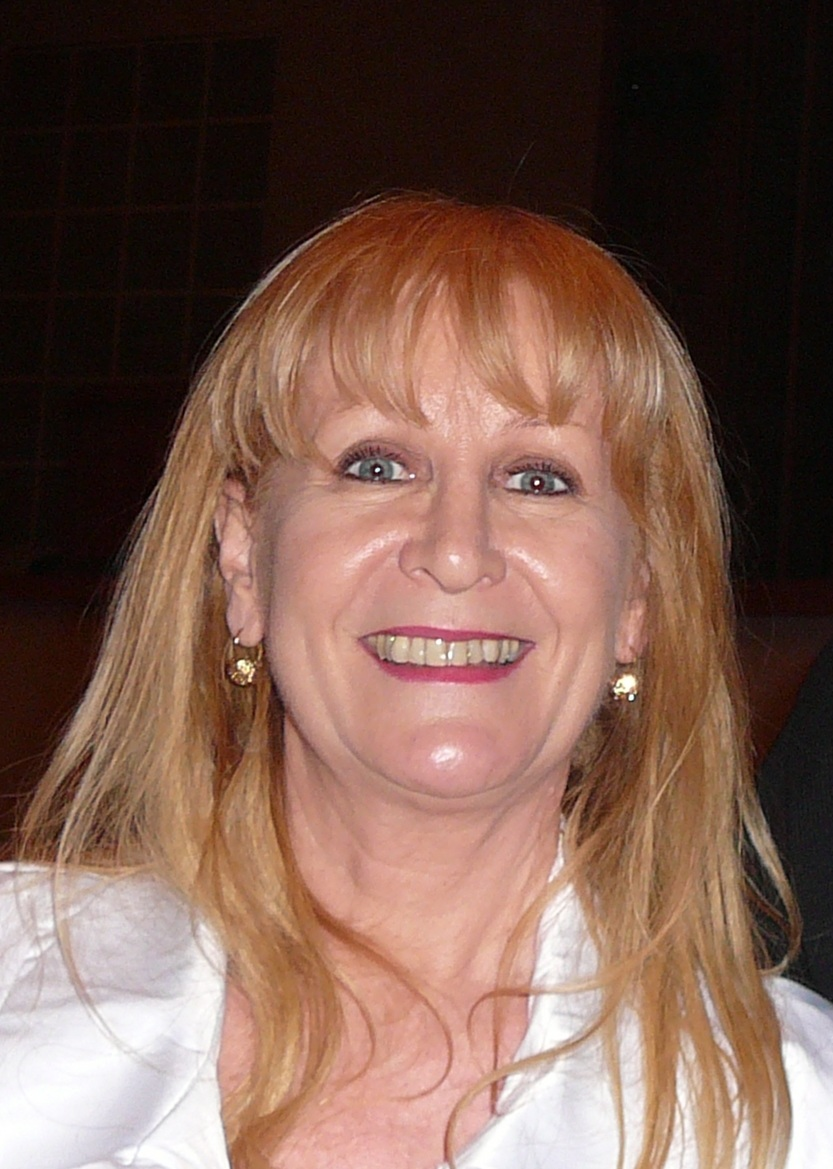
Micha Marah

## Biografia
Micha Marah (nome verdadeiro Alda Leppens) (Turnhout, 26 de Setembro de 1953- ) é uma a(c)triz e cantora belga de expressão neerlandesa. Ela representou a Bélgica no Festival Eurovisão da Canção 1979 com o tema Hey Nana.

## Eurovisão
- Festival Eurovisão da Canção 1979 com a canção Hey Nana (5 pontos), último lugar, empatada com a canção da Áustria.

## Filmografia
- Avondspelen (1971) filme televisivo como Marleen
- Canzonissima (1963) série televisiva como cantora